# آينتراخت براونشفايغ
نادي آينتراخت براونشفايغ الرياضي (بالألمانية: Braunschweiger Turn- und Sportverein Eintracht von 1895 e. V.) نادي كرة قدم ألماني يلعب في دوري الدرجة الثانية. تم تأسيس النادي في سنة 1895.